# Willem Arts
Guilielmus Joannes (Willem of Guillaume) Arts (Antwerpen, 30 juni 1866 - Edegem, 20 december 1958 ) was een Belgisch kleermaker en katholiek politicus.

## Levensloop
Hij groeide op in een kleermakersgezin. Zelf werd hij ook meester-kleermaker van beroep en was vanaf 1911 eigenaar van onder meer het Modepaleis te Antwerpen. Omstreeks 1919 verhuisde hij naar Edegem en richtte hij er het familiebedrijf G.Arts en zonen op.
Nadat zijn echtegenote in 1921 kwam te overlijden werd hij actief in de lokale politiek bij Nieuw Edegem (ook wel Verenigde Katholieken genaamd) en werd hij dat jaar verkozen tot gemeenteraadslid. In 1927 volgde hij de liberaal Alfons Schoesetters op als burgemeester, een functie die hij zou uitoefenen tot 1946. Tijdens de Tweede Wereldoorlog (1941-1944) werd hij vervangen in deze functie door oorlogsburgemeester Gaston Mauquoi. Ook was Arts vanaf 1932 plaatsvervangend senator.
Hij was gehuwd en had elf kinderen. In 1946 werd hij opgenomen in de Orde van Leopold II. In 2022 verzamelde 922 afstammelingen voor een familiefoto in de Handelsbeurs te Antwerpen.